# لاحج النوفلي
لاحج النوفلي (مواليد 15 أبريل 1990) لاعب كرة قدم إماراتي يجيد اللعب في الوسط مع نادي الذيد.
لعب سابقاً لأندية بني ياس ودبا الحصن والعروبة و حتا و شباب الأهلي و الظفرة و الذيد.

## روابط خارجية
- لاحج النوفلي على موقع Soccerway.com (الإنجليزية)